# ピープロテイン
ピープロテイン(英: Pea protein)とは、広義では、えんどう豆から作られるタンパク質を指す。ただし、日常の日本語で「プロテイン」といった場合は、タンパク質を主成分とするプロテインサプリメントのことを指す場合が多く、本項でもこの内容を記す。ピープロテインは特に黄色エンドウ豆(Pisum sativum)から作られるプロテイン。主にチーズやヨーグルトなどの乳製品の代替品として利用されている。
エンドウ豆タンパク質を利用した主な食品メーカーは、Ben＆Jerry's、Myprotein、Gardein、Beyond Meat、などがある他、国内ではANOMAプロテイン、ファインプロテインなどが代表例である。健康食品業界で、ホエイタンパクに代わる素材として台頭している。
現在エンドウ豆タンパク質の一部のマーケティングは、大豆植物の遺伝子組み換えに関する消費者の懸念に基づいている。

## 概要
ピープロテインを用いたプロテインサプリメントは日本でいう健康食品の一種である。これらは必須アミノ酸をバランス良く、あるいは極端に偏って配合してあり、不足が予測される栄養素を補助するために用いられる。
タンパク質は、卵・肉・魚といった動物や、穀物ないし豆といった植物などからも摂取できるが、それらからタンパク質を大量に採取しようとすると、往々にして動物からは脂肪分が、植物の場合には炭水化物を大量に摂取することに繋がる恐れがある。そこで1970年頃からプロテインが流行したが、2000年代に入ると遺伝子組み換えの大豆や、乳糖による消化不良、アレルギーの観点からピープロテインの活用が増えた。乳糖不耐症の人でも飲めるため、アジア人にも受け入れやすいと言われている。
加工方法としては、細菌など菌類を使って合成・抽出される場合もある。いずれの場合においても、不純物が混入しないよう、様々な化学的工程を経て精製されたものである。

## ダイエット目的でのピープロテイン
食事療法（ダイエット）での痩身は、往々にしてタンパク質摂取量までもが不足する可能性が高い。その結果いわゆるリバウンドが起きやすい状態になる。これらの対策のため、ピープロテインが補助的に利用されることがある（筋肉量を維持して基礎代謝をあげるという手法）。特に有酸素運動（例えばランニング）では、前項で述べた乳糖不耐症の人でも使うことができるため、ランニング中の腹痛などに繋がりにくく、利用しやすい。

## ライスプロテインとの関係
えんどう豆だけではメチオニンというアミノ酸が不足しやすいため、ライスプロテイン（玄米プロテイン）と混ぜて使われることが多い。海外ではヘンププロテインと混ぜ合わせられることもある。